# Parístrio
Paristrion (en griego, "junto al Ister"), o Paradounabon/Paradounabis (en griego: Παρίστριον: Παραδούναβον o Παραδούναβις), término preferido en documentos oficiales, fue una provincia bizantina que cubría la ribera sur del Bajo Danubio (Moesia Inferior) en los siglos XI y XII.
A pesar de que los autores bizantinos utilizan el término para describir las tierras a lo largo del Danubio en general, la provincia de Paristrion parece comprender mayoritariamente la zona de la actual Dobruja. La fecha del establecimiento de la provincia es incierta: el académico rumano Nicolae Bănescu consideró que fue establecida inmediatamente tras el fin de la guerra entre el Rus y los bizantinos de 970–971, mientras otros, como Vasil Zlatarski, la databa del siglo XI. Era gobernada por un katepano o un doux, probablemente con sede en Dorostolon (actual Silistra), donde se atestigua un generalato bizantino o strategia en la década de 970. En el periodo posterior a su victoria sobre los Rus, el emperador Juan I Tzimisces (r. 969–976) nombró al general León Sarakenopoulos comandante del noreste de Bulgaria, con base en Pereyaslavets/Ioannopolis. Sarakenopoulos I tenía bajo sus control las obras de fortificación en Dobruja que siguieron, recuperándose antiguas fortificaciones romanas abandonadas.
La región aun así cayó de nuevo bajo dominio búlgaro bajo los hermanos Cometopuli en 986 y permaneció así hasta c. 1001, cuándo el control bizantino fue restablecido. Bănescu, aun así, considera que Dorostolon al menos se mantuvo de forma continuada en manos bizantinas. Desde la década de 1030, la región afrontó las incursiones continuas de los pechenegos. La población se concentró en unos pocos centros fortificados y los pechenegos estuvo entreraron en la provincia como aliados y colonos (mixobarbaroi según autores contemporáneos) y mantenidos en paz a través de subsidios y comercio. No fue hasta comienzos de 1070 que los pechenegos se alzaron en abierta rebelión. Supusieron una amenaza constante a las provincias balcánicas del Imperio bizantino hasta que fueron decisivamente derrotados en la batalla de Levounion en 1091. A pesar de que persisteron ocasionales razias cumanas tras la batalla, Paristrion quedó en gran parte pacíficada y próspera en el siglo XII. La provincia parece haber sido disuelta hacia finales del siglo XII.

## Gobernantes
- Basilio Apokapes: 1056-1064
- Néstor: 1074-1078 (en rebelión)